# En compagnie de Max Linder
Pour plus de détails, voir Fiche technique et Distribution.
En compagnie de Max Linder est un film français réalisé par Maud Linder et sorti en 1963.

## Fiche technique
- Titre : En compagnie de Max Linder
- Réalisation : Maud Linder
- Montage : Yannick Bellon et Albert Jurgenson
- Son : Jean Nény
- Musique : Gérard Calvi
- Société de production : Les Films Max Linder
- Pays de production :  France
- Durée : 88 minutes
- Date de sortie : France - 22 novembre 1963

## Distribution
- Max Linder
- René Clair (voix)

## Distinctions

### Récompenses
- 1964 : Étoiles de cristal - Grand Prix

### Sélections
- 1963 : Festival de Venise